# Beifang (Automarke)

Beifang QCJ7050

Beifang (chinesisch 北方, Pinyin Běifāng – „Norden, nördliche Region“), auch Beifan geschrieben, war eine Automarke aus der Volksrepublik China.

## Markengeschichte
Norinco, chinesisch Beifan oder Beifang, ist ein Konzern aus Peking. Mindestens zwei Tochterunternehmen fertigten Automobile, die als Beifan oder Beifang vermarktet wurden. Laut einer Quelle wurde der Markenname zuletzt 2003 verwendet.
Xian Qinhuan Automobile aus Xi’an stellte den Beifang QCJ7050 her. Die Bauzeit lag zwischen 1986 und 1989, wobei es
unterschiedliche Angaben gibt. Hiervon entstanden etwa 500 Fahrzeuge.
Derselbe Hersteller produzierte ab 1992 den Suzuki Alto in Lizenz, der auch als Beifan Alto vermarktet wurde.
Jiangbei Machinery Works aus Jilin fertigte ab 1992 dasselbe Modell ebenfalls als Beifang Alto.